# Sitta oenochlamys
Sitta oenochlamys е вид птица от семейство Sittidae.

## Разпространение
Видът е разпространен във Филипините.